# 安多县

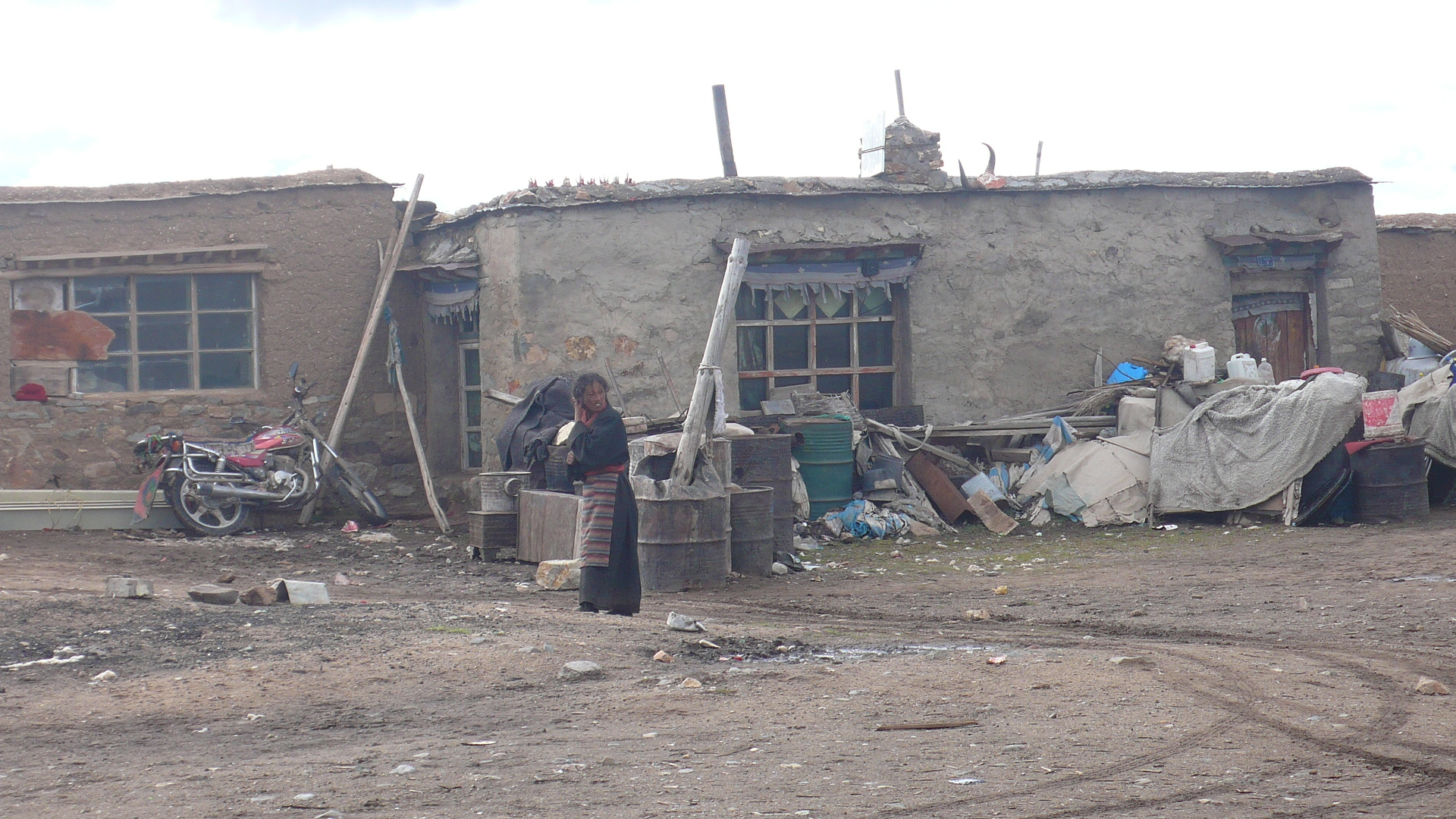
安多县，2007年9月

安多县（藏語：ཨ་མདོ་རྫོང་，威利转写：a mdo rdzong，藏语拼音：Amdo Zong）位于中國西藏自治区北部、怒江上游，是那曲市的一個縣。「安多」藏語意為「末尾或下部」。原西藏政府黑河宗的安多八部落地区1960年改设安多县。常住人口約4万人，县人民政府驻地帕那镇。
截止2012年，经行政区划调整后的安多县总面积43410.85平方公里（不包含唐古拉山脉以北西藏自治区实际管理范围内的47502.45平方公里）。属高原亚寒带半湿润季风气候，年照时数2847小时，年降水量为411毫米。本县是纯牧业县，是西藏自治区畜产品基地县之一。

## 风景名胜
- 安多县境内有8座古寺庙，大多建于19世纪，最早的白日寺建于7世纪。
- 长江源头格拉丹东。
- 唐古拉

## 行政区划
安多县下辖4个镇、9个乡：
帕那镇、强玛镇、扎仁镇、雁石坪镇、多玛乡、玛曲乡、滩堆乡、帮爱乡、玛荣乡、扎曲乡、色务乡、措玛乡和岗尼乡。
安多县有数个乡镇部分或全部在青海省海西蒙古族藏族自治州格尔木市以及玉树藏族自治州杂多县和治多县境内，这是因为1962年冬安多县雪灾后，县民越界进入青海省境内放牧，造成纠纷，扰攘数十年。直到2001年国务院《关于西藏自治区与青海省行政区域边界部分地段划分及有关问题的批复》（国函[2001]51号）裁决，争议地区行政区划上归青海，但由安多县实际管辖。具体情况如下表。
| 乡镇     | 驻地位于     | 管辖范围属       |
| -------- | ------------ | ---------------- |
| 雁石坪镇 | 格尔木市境内 | 格尔木市、杂多县 |
| 岗尼乡   | 本县境内     | 本县、格尔木市   |
| 玛曲乡   | 格尔木市境内 | 格尔木市         |
| 色务乡   | 格尔木市境内 | 本县、格尔木市   |
| 玛荣乡   | 格尔木市境内 | 格尔木市、杂多县 |
| 多玛乡   | 治多县境内   | 杂多县、治多县   |

## 人口
根據那曲市第七次全國人口普查公報，截止2020年11月1日零時，安多縣常住人口為39683人。

## 交通
- 青藏公路（ 109国道）、 317国道过境。
- 青藏铁路：安多站

## 特产
多玛羊肉：中国地理标志产品。